# Chuuk (Bundesstaat)

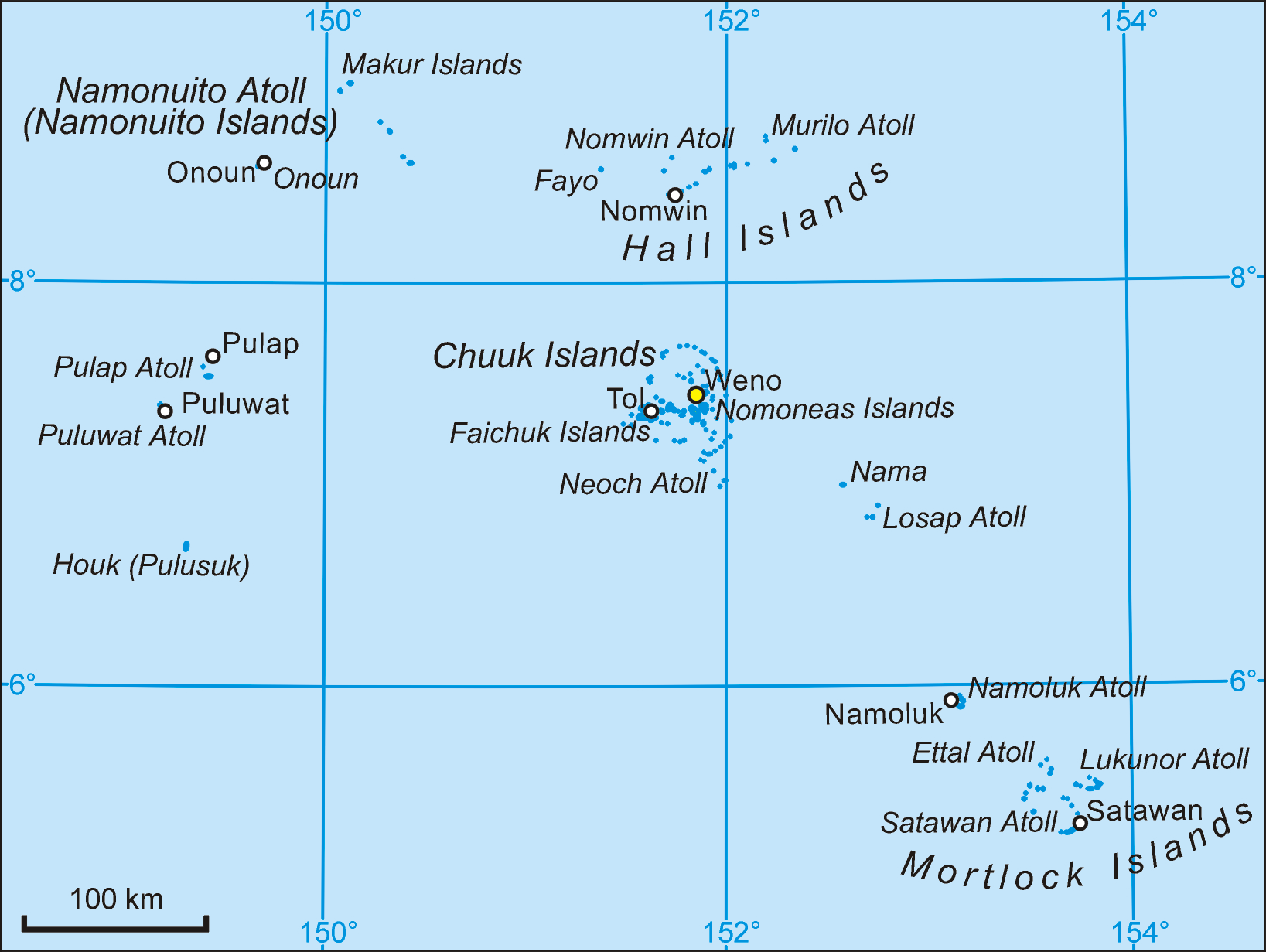
Karte

Chuuk ist ein Bundesstaat der Föderierten Staaten von Mikronesien. Zu ihm gehören zahlreiche Inseln und Atolle im westlichen Pazifischen Ozean. Knapp 50.000 Menschen und damit fast die Hälfte der Einwohner der Föderierten Staaten von Mikronesien leben in Chuuk. Der Bundesstaat strebt nach staatlicher Unabhängigkeit, weshalb nach mehrmaliger Verschiebung ein Unabhängigkeitsreferendum für den März 2022 vorgesehen war.

## Geographie

### Allgemein
Der Bundesstaat Chuuk liegt im mittleren Westen der Föderierten Staaten von Mikronesien. Er umfasst ein Meeresgebiet, das sich von West nach Ost über etwa 560 km und von Nord nach Süd bis zu 340 km erstreckt. Der westlichste Landpunkt von Chuuk liegt im Puluwat-Atoll, der östlichste im Lukunor-Atoll.
Im Zentrum des Gebiets befindet sich das Chuuk-Atoll (Chuuk-Inseln), dem der Bundesstaat seinen Namen verdankt. Auf Weno (früher Moen), im Osten der Lagune des Chuuk-Atolls, liegt Chuuks gleichnamige Hauptstadt Weno.
Chuuk grenzt an die mikronesischen Bundesstaaten Yap im Westen und  Pohnpei im Osten.

### Inseln und Atolle
Zum Bundesstaat Chuuk gehören 294 Inseln und Atolle.
Im Zentrum des Staates liegt das große Atoll Chuuk (früher Truk) mit der Hauptinsel Weno und weiteren relativ großen Inseln in der Lagune. Auch das nahegelegene unbewohnte Atoll Neoch wird mit den zentralen Inseln gruppiert, da es zur Gemeinde Uman in der Lagune von Chuuk gehört.
Die außenliegenden Inseln und Atolle verteilen sich auf zwei große statistische Inselregionen, mit folgenden Atollen und Inselgruppen:
- Mortlocks (im Südosten)
  - Losap (Atoll)
  - Nama (Insel)
  - Namoluk (Atoll)
  - Mortlock Islands

- Oksoritod (im Norden und Westen)
  - das Atoll Namonuito
  - Hall-Inseln
  - Pattiw, eine Unterregion mit den Atollen Pulap und Puluwat und der Insel Pulusuk

## Verwaltungsgliederung
Die insgesamt 40 municipalities werden zu fünf Regionen gruppiert:
| Region            | Fläche (km²) | Bevölkerung (Census 1989) | Bevölkerung (Census 1994) | Bevölkerung (Census 2000) | Bevölkerung (Census 2010) | Anzahl Municipalities |
| ----------------- | ------------ | ------------------------- | ------------------------- | ------------------------- | ------------------------- | --------------------- |
| Northern Namoneas | 20,07        | 15.622                    | 17.093                    | 14.722                    | 14.620                    | 3                     |
| Southern Namoneas | 30,35        | 11.455                    | 11.898                    | 11.694                    | 10.233                    | 5                     |
| Faichuk           | 49,86        | 11.264                    | 12.671                    | 14.049                    | 11.305                    | 8                     |
| Mortlocks         | 12,72        | 5.904                     | 6.471                     | 6.911                     | 5.677                     | 11                    |
| Northwest         | 15,05        | 3.626                     | 5.186                     | 6.219                     | 6.819                     | 13                    |
| Chuuk             | 128,05       | 47.871                    | 53.319                    | 53.595                    | 48.654                    | 40                    |

## Geschichte

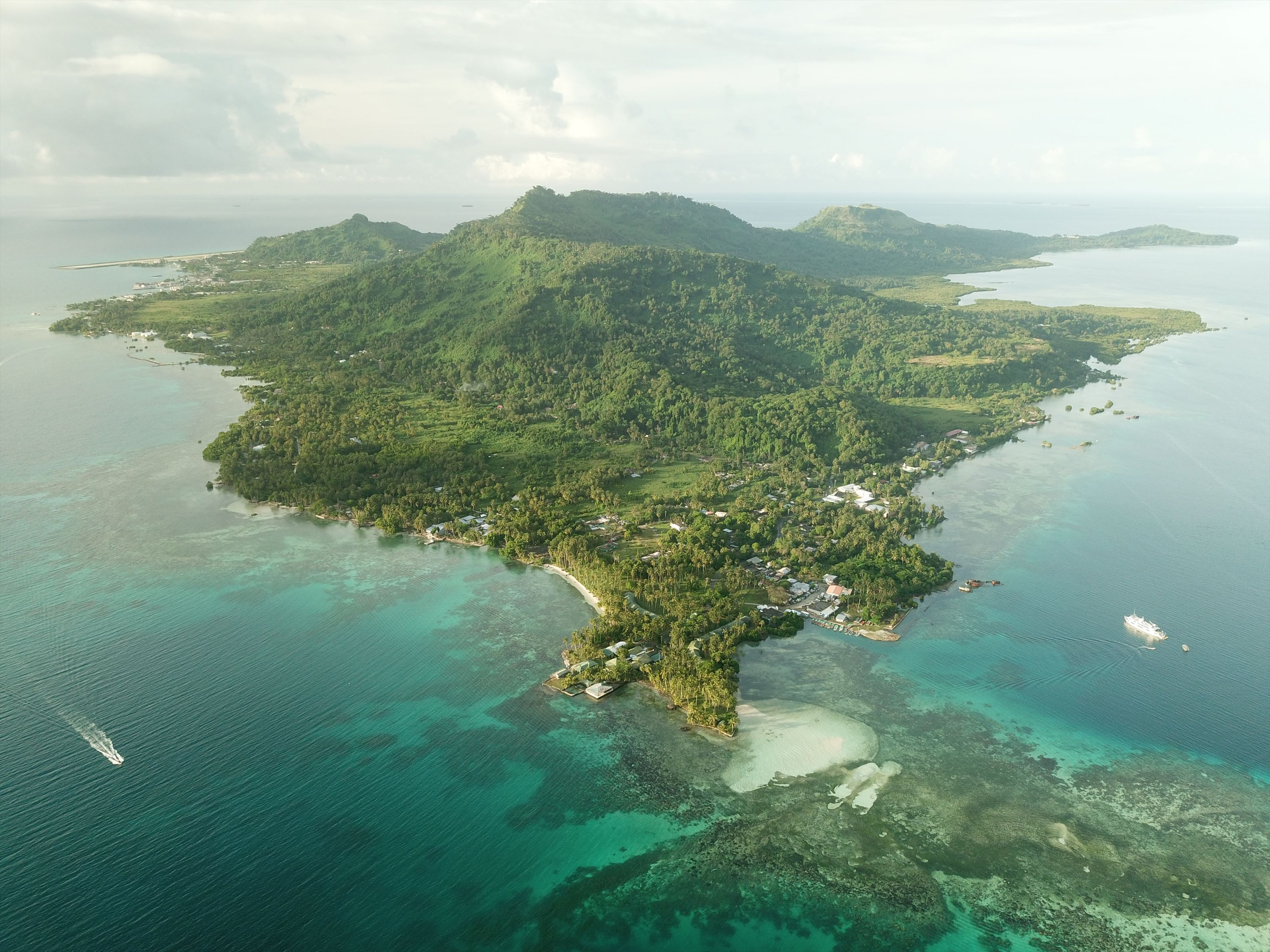
Weno, Hauptinsel von Chuuk

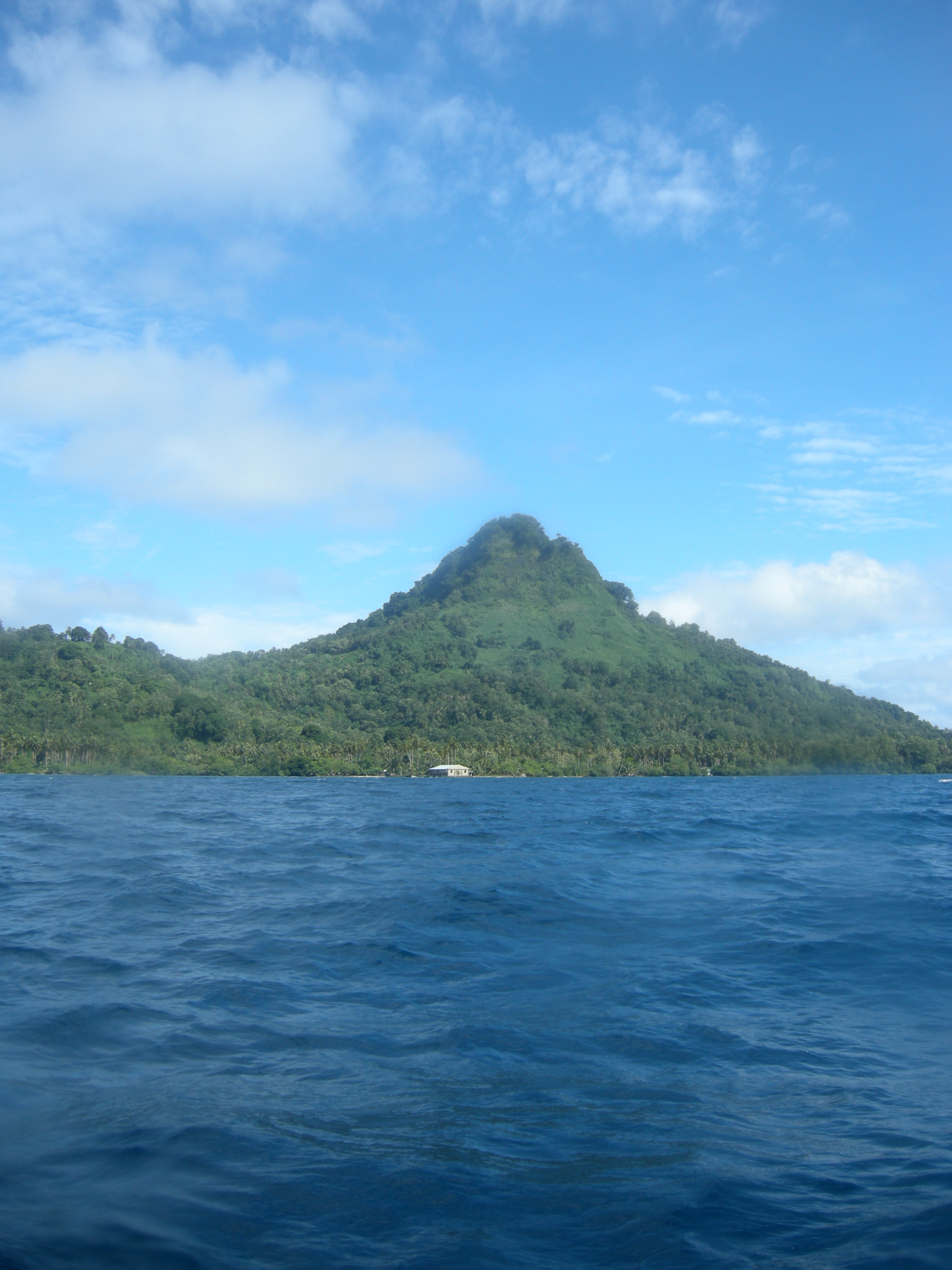
Dublon Island

Archäologische Funde und sprachwissenschaftliche Untersuchungen legen nahe, dass die Inseln des Bundesstaates Chuuk im ersten Jahrtausend v. Chr. von Kosrae aus besiedelt wurden. 1556 wurden die Inseln erstmals von dem spanischen Seefahrer Álvaro de Saavedra gesichtet, der von kriegerischen Auseinandersetzungen der Stämme untereinander berichtete. Europäische Missionare begannen mit ihrer Tätigkeit 1873 auf den Mortlock Islands und 1879 auf den Inseln der Lagune von Chuuk. 1886 wurden die Inseln von Spanien besetzt und 1898 an Deutschland verkauft. Nach dem Ersten Weltkrieg fielen sie an Japan, das neben dem Anbau von Zuckerrohr auch den Bergbau, die Entwicklung von fischverarbeitender Industrie sowie die Ansiedelung von Einwanderern aus Japan förderte.  Im Zweiten Weltkrieg war das Atoll von Chuuk mit der Insel Weno Hauptstützpunkt der Kaiserlich Japanischen Marine im zentralen Pazifik. Im Rahmen der Operation Hailstone wurde der Stützpunkt im Februar 1944 durch die Marine und die Luftwaffe der USA außer Gefecht gesetzt. Nach dem Zweiten Weltkrieg wurde Chuuk Teil des Treuhandgebietes Pazifische Inseln der USA und schloss sich später den Föderierten Staaten von Mikronesien an. Seit dem Beginn der 1990er Jahre kam es zu einem zunehmenden wirtschaftlichen Niedergang mit vielen damit verbundenen sozialen Problemen.

## Wirtschaft
Viele Menschen in Chuuk leben von Subsistenzwirtschaft, bauen für den Eigenbedarf Brotfrucht, Taro, Kokosnüsse sowie Bananen an, fischen, halten Hühner und Schweine. Das wenige, was man nicht selbst verbraucht, wird an Ständen entlang der Straße verkauft. Die wichtigsten Arbeitgeber sind Staat, Kirche und Militär. Zunehmend verdrängen importierte Fertignahrung und Konserven die traditionelle Ernährung, was zu einer erheblichen Zunahme von Übergewicht, Diabetes und anderen Krankheiten führt. Lebensstandard, Durchschnittseinkommen und Bildung haben in Chuuk nicht das Niveau der anderen Teilstaaten der Föderierten Staaten von Mikronesien.
Der Tourismus ist für die Wirtschaft Chuuks von geringerer Bedeutung als für die anderen Teilstaaten Mikronesiens. Spezielle architektonische Sehenswürdigkeiten wie auf Yap oder archäologische Fundstätten wie auf Kosrae oder Pohnpei gibt es in Chuuk nicht. Von Bedeutung ist lediglich der Tauchtourismus. Chuuk war im Zweiten Weltkrieg das Hauptquartier der 4. japanischen Pazifikflotte. In der bis zu 70 m tiefen Lagune von Chuuk, die heute als „Historical Monument“ unter Schutz steht, wurden im Februar 1944 bei der Operation Hailstone über 60 Schiffe versenkt, und hier stürzten zahlreiche Flugzeuge ins Meer. Im Innern der Hauptinsel Weno sind im Urwald noch zahlreiche Überreste japanischer Stellungen mit Bunkern und Flakgeschützen sowie zurückgelassenes Kriegsgerät zu sehen.